# Jean-Pierre Luminet
Jean-Pierre Luminet (n. 3 iunie 1951, Cavaillon, Provence-Alpes-Côte d'Azur, Franța) este un astrofizician, conferențiar, scriitor și poet francez, specialist de talie mondială în găuri negre și cosmologie. Este director de cercetare la CNRS, membru al Laboratoire Univers et Théories (LUTH) de la observatorul Paris-Meudon.